# وحل

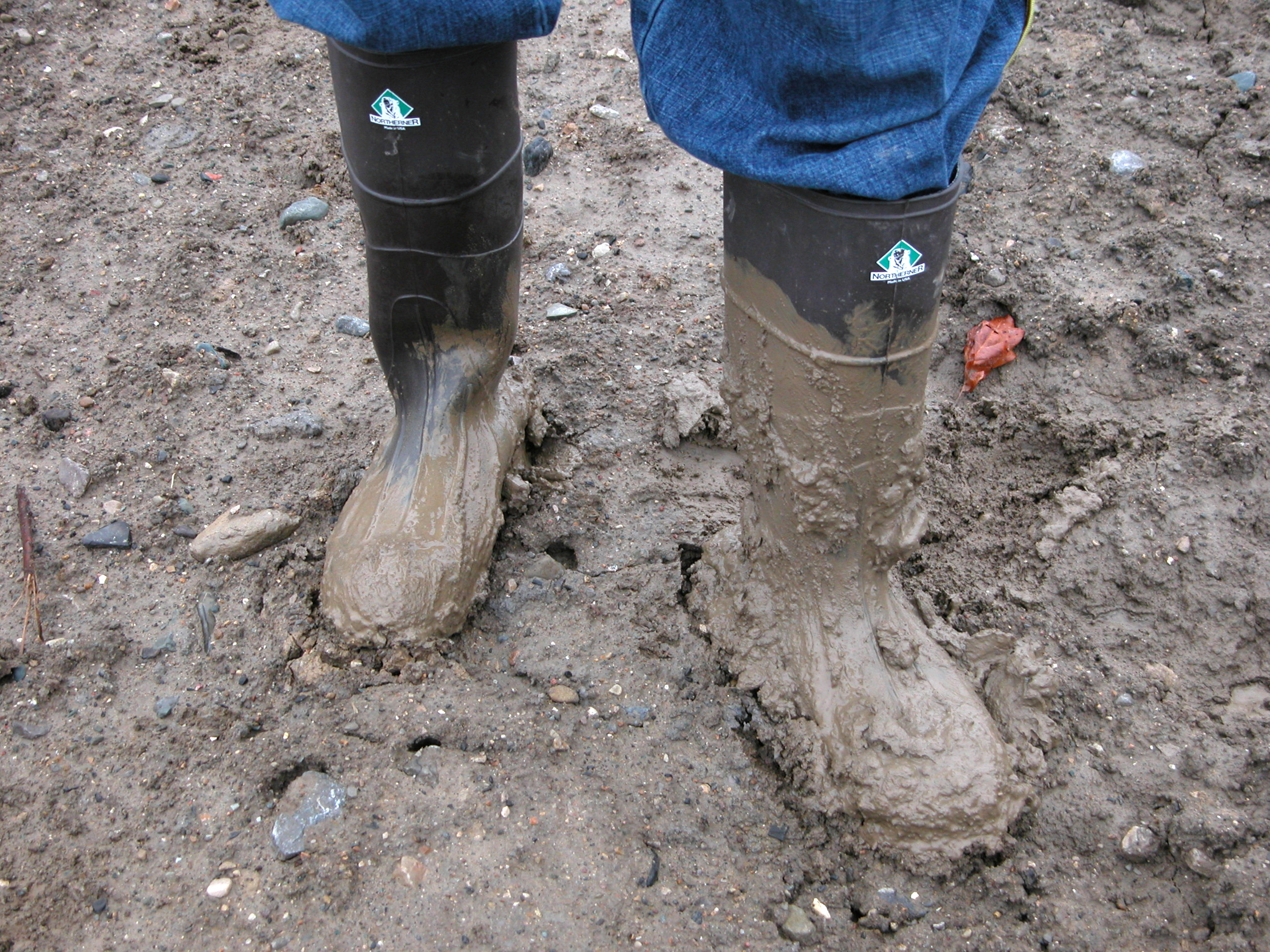
شخص يقف في مكان موحل

الوحل أو الطين هو مزيج الماء مع أي من مكونات التراب أو الغرين أو الصلصال (الغضار)، وهذا المزيج غالباً ما يتشكل بعد سقوط الأمطار أو بالقرب من منابع المياه. يطلق على المكان المليء بالوحل بأنه موحل. يُسمَّى وحل المناقع والأهور رَدْغ، والأرض التي كثر فيها الردغ تُسمَّى رَدَاغ.
تتصلب ترسبات الوحل القديمة عبر العصور الجيولوجية لتشكل الصخور الرسوبية.

## اقرأ أيضاً
- طمي
- صخر رسوبي
- طين
- ردغة عضوية